# Норит
Норит — магматическая плутоническая горная порода основного состава, нормального ряда щелочности из семейства габброидов. Главные породообразующие минералы: основной плагиоклаз 35—70 %, ортопироксен 20—60 %, клинопироксен до 5 %.

## Разновидности
Разновидности с содержанием клинопироксена более 5 % называют габброноритами, с содержанием оливина 5-35 % — оливиновыми норитами. В некоторых разновидностях норита присутствуют до 5 % биотита, кварца, микроклина, реже — кордиерит. Из акцессорных минералов встречаются титанит, апатит, циркон. Иногда присутствует ильменит и титаномагнетит.

## Физические и химические характеристики
Структура обычно гипидиоморфно-зернистая, текстура массивная или трахитоидная.

## Распространённость
Встречается в составе крупных расслоенных интрузивов основных и ультраосновных пород, в анортозитовых комплексах раннего докембрия, в анортозит-рапакивигранитных ассоциациях, иногда составляет мелкие самостоятельные интрузивы. С норитовыми интрузивами связаны месторождения сульфидных медно-никелевых руд, содержащих платиноиды, а также месторождения апатит-магнетит-ильменитовых руд.
Выявлен также на Луне.
Норит применяется как строительный и облицовочный материал.